# Banner (Unix)
Program banner vykreslí textový vstup jako ASCII art. Používá se v Unix a operačních systémech unixového typu (například Linux, FreeBSD, Mac OS a další).

## Použití
Každý argument je zkrácen na 10 znaků a je vytištěn na "řádek". Pro tisk více slov na jednom řádku musí být tato předána jako jeden argument z shellu pomocí uvozovek.
Existují podobné a více flexibilní programy, jako např. FIGlet, které mohou zobrazovat text v různých fontech.

## Příklad výstupu
```
$ 
banner
 
"Ahoj"

   *

  * *    *    *   ****        *

 *   *   *    *  *    *       *

*     *  ******  *    *       *

*******  *    *  *    *       *

*     *  *    *  *    *  *    *

*     *  *    *   ****    ****

```